# Domici Alexandre
Domici Alexandre o Alexandre I va ser un general romà d'origen pannoni o frigi.
Va ser nomenat vicarius d'Àfrica per Maxenci. Era d'avançada edat i molt tímid i va ser nomenat probablement el 307 o 308.
La descripció més completa, però molt confusa la dona Zòsim. Diu que Maxenci va enviar el seu retrat a Àfrica per ser reconegut com a emperador, però les tropes no el volien reconèixer per la seva lleialtat a Galeri. Maxenci li va exigir que enviés el seu fill a Roma com a ostatge per a assegurar la seva lleialtat, però Alexandre s'hi va negar, i probablement va ser en aquell moment quan es va sublevar i es proclamar emperador al voltant de l'any 309 a Cartago. L'incident es devia produir durant el conflicte entre Maxenci i el seu pare Maximià, i se suposa que Zòsim es va confondre.
A més de la província d'Àfrica, Alexandre també controlava Sardenya. Sembla que Alexandre s'havia aliat amb Constantí per fer front a Maxenci. Maxenci va enviar tropes contra ell dirigides pel pretor Rufus Volusianus que va dominar la revolta sense dificultats. Alexandre va ser fet presoner i executat, probablement l'any 311. Cartago va ser teatre de la lluita i va patir considerables destruccions. Maxenci va confiscar tots els béns d'Alexandre i dels seus partidaris.
Es conserven algunes medalles amb les següents inscripcions: "IMP. ALEXANDER. P. F. AUG." (anvers) i (revers) un símbol de la victòria i "VICTORIA ALEXANDRI AUG. N. P.".